# Lòcrida Opúncia
La Lòcrida Opúncia (grec antic: Λοκρίς Ὀπούντια) era un districte de l'antiga Grècia que feia part de la Lòcrida Oriental i s'estenia en una franja estreta del pas de les Termòpiles fins al riu Cefís, amb capital a Opunt, d'on provenia el nom.
La ciutat més al nord era Alpeni, que feia frontera amb els melieus i amb els epicnemidis, i la més al sud era Larimna, a la frontera amb Beòcia, que posteriorment va pertànyer als beocis. No habitaven la costa de forma contínua, sinó que estaven dividits en dos territoris pels focis, que s'estenien fins a la banda nord del golf d'Eubea, i tenien la possessió del port de Dafnunt. Els focis separaven les dues regions de la Lòcrida, la dels opuntis i la dels epicnenemidis, que prenien el seu nom del mont Cnemis. Els locris del sud rebien el seu nom per la seva ciutat principal Opunt. El Mont Cnemis, una cadena muntanyosa que avançava del mont Eta paral·lela a la costa, separava els opuntis de la Fòcida i del nord-est de Beòcia.
Els locris opuntis són esmentats per Homer al Catàleg de les naus, que diu que eren seguidors d'Àiax, fill d'Oileu, que els va portar a la guerra de Troia en quaranta naus. Diu que habitaven les ciutats de Cinos, Opunt, Cal·líaros, Bessa, Escarfea, Augees, Tarfe i Trònion. Ni Homer, ni Heròdot, ni Tucídides ni Polibi fan cap distinció entre els opuntis i els epicnemidis. Durant tota la història grega, Opunt va ser considerada la principal ciutat dels locris orientals. Fins i tot Estrabó, de qui deriva principalment la distinció entre els territoris dels locris, en un lloc descriu Opunt com la metròpoli dels epicnèmides, cosa que també diuen Plini el Vell i Esteve de Bizanci. Quan Xerxes va envair Grècia, els locris opuntis van lluitar amb Leònides a la Batalla de les Termòpiles, i també van enviar set vaixells d'ajuda a la flota grega, diu Heròdot. Els locris van lluitar al costat d'Esparta durant la guerra del Peloponès.